# Щекавцево
Щека́вцево (рос. Щекавцево) — присілок у складі Богородського міського округу Московської області, Росія.

## Населення
Населення — 78 осіб (2010; 118 у 2002).
Національний склад (станом на 2002 рік):
- росіяни — 98 %